# 이탈리아의 군주 목록

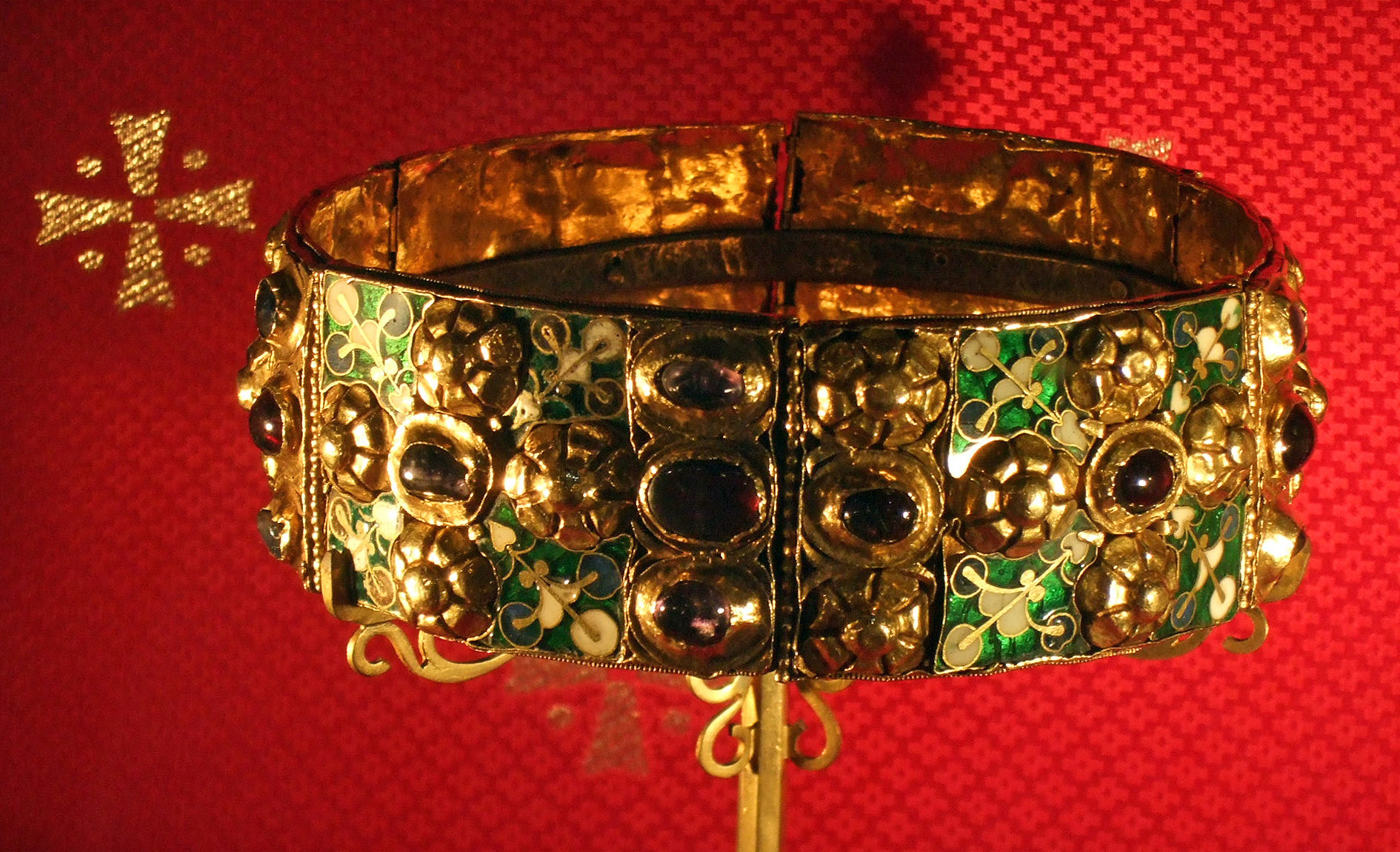
이탈리아왕 왕위의 상징인 랑고바르드의 철관.

이탈리아 왕(라틴어: Rex Italiae 렉스 이탈리아에[*], 이탈리아어: Re d'Italia 레 디탈리아[*])은 로마 제국의 서방 상실 이후 이탈리아반도를 지배한 군주다.
5세기 말 오도아케르가 초대 이탈리아왕으로 즉위했고, 이후 6세기에 동고트 왕국의 왕들이 이탈리아왕을 칭했다. 8세기에 프랑크 왕국이 이탈리아를 정복하면서 프랑크인 카롤루스 왕조가 이탈리아왕의 작위를 취했다. 이후 중세 동안은 거의 대부분 신성로마황제가 이탈리아왕을 겸했다. 신성로마황제로서 이탈리아왕 작위를 겸임한 마지막 군주는 카를 5세였다. 이때까지 이탈리아왕은 랑고바르드의 철관을 상징으로 착용했다.
신성로마제국을 멸망시킨 프랑스의 나폴레옹 1세가 1805년에서 1814년 사이에 잠시 이탈리아왕을 찬탈하였다가, 1860년대에 이탈리아가 통일될 때까지 이탈리아왕은 존재하지 않았다. 1861년 이후 사보이아가가 이탈리아반도 전체를 지배하는 이탈리아왕의 작위를 마지막으로 사용했다. 최후의 이탈리아왕 움베르토 2세는 1946년 폐위되고 이탈리아는 공화국이 되었다.

## 오도아케르 왕국(476년 - 494년)
- 오도아케르 (476년 - 494년)

## 동고트 왕국의 왕 (494–553)
- 테오도릭, 재위 494년 - 526년
- 아탈라릭, 재위 516년 - 534년
- 테오다하드, 재위 534년 - 536년
- 비티게스, 재위 536년 - 540년
- 일디바드, 재위 540년 - 541년
- 토틸라, 재위 541년 - 552년
- 테이아, 재위 552년

## 다시 찾아온로마 제국
- 유스티니아노 (553년–565년)
- 유스티노 (565년–568년)
  - 티베리오 2세 콘스탄티노 (568년 - 582년)
  - 마우리키오 (582년 - 602년)
  - 포카스 (602년 - 610년)

## 이탈리아의롬바르드 왕국(568–774)
- 알보인 (568년–572년)
- 클레프(572년–574년)

10년간 공백기
- 아우타리 (584년–590년)
- 아길루프 (591년–616년경)
- 아달오알트 (616년경-626년경)
- 아리오알트 (626년경–636년)
- 로타리 (636년–652년)
- 로드오알트 (652년–653년)
- 아리페르트 1세 (653년–661년)
- 페르크타리트 와 고데페르트 (661년–662년)
- 그리모알트 (662년–671년)
- 페르크타리트 (671년–688년), 추방에서 돌아와 복위
- 아라히스 (688년–689년), 반란
- 쿠닌크페르트 (688년–700년)
- 리우트페르트 (700년–701년)
- 라긴페르트 (701년)
- 아리페르트 2세 (701년–712년)
- 안스프란트 (712년)
- 리우트페란트 (712년–744년)
- 힐데페란트 (744년)
- 라트키스 (744년–749년)
- 아이스툴프(749년–756년)
- 데시데리우스 (756년–774년)

## 프랑크 왕국속령롬바르드 분국의 이탈리아 (774–963)
- 카를로 대제 (774년–781년)
- 피피노 (781년–810년)
- 베르나르도 (810년–818년)
- 로타리오 1세 (818년–839년)
- 루이지 2세 (839년–875년)
- 카를로 2세 대머리왕 (875년–877년)
- 카를로마노 (877년–879년)
- 카를로 3세 뚱보왕 (879년–887년)
- 베렝가리오 1세 (888년–924년)

888년부터 933년까지, 여러 명이 서로 이탈리아의 왕위를 주장하였고 서로가 롬바르드의 왕 또는 롬바르디아의 왕이라고 칭하였다. 955년에 이탈리아의 왕권은 오토 1세에게 넘어갔다. 이후 이탈리아 왕 또는 로마 왕이라는 칭호가 쓰이기 시작했다.
| - 귀도 (889년–894년) - 람베르토 (892년–898년) | - 아르놀포 (896년–899년) - 라톨드 (896년) | - 루이지 3세 맹인왕 (900년–905년) |

- 베렝가리오 1세 (899년–900년, 905년–924년)
  - 스폴레토의 알베리크 1세 (899년/900년–922년), 섭정
- 로돌포 (922년–933년)
- 우고 (924년–947년)
  - 마로치아 (924년–932년), 군주는 아니었으나 이탈리아의 실권자였음
  - 스폴레토의 알베리크 1세 (932년–954년), 이탈리아의 실권자
- 로타리오 3세 (947년–950년)
- 베렝가리오 2세 (950년–961년)
- 아달베르토 (950년–963년)

## 신성 로마 제국의이탈리아 왕국(962–1806)
- 오토 1세 (962년–973년)
- 오토 2세 (962년–983년)
- 오토 3세 (983년–1002년)

- 아르뒤노 (1002년–1014년)

- 엔리코 2세 (1004년–1024년)
- 코라도 2세 (1026년–1039년)
- 엔리코 3세 (1039년–1056년)
- 엔리코 4세 (1080년–1093년)
- 코라도 3세 (1093년–1098년)
- 엔리코 5세 (1099년–1125년)
- 로타리오 4세 (1128년–1137년)
- 코라도 4세 (1137년-1154년)
- 페데리코 바르바로사 (1154년–1190년)
- 엔리코 6세 (1191년–1197년)
- 오토 4세 (1208년–1212년)
- 페데리코 2세 (1212년–1250년)
- 엔리코 7세 (1308년–1313년)
- 루이지 4세 (1327년–1347년)
- 카를로 4세 (1355년–1378년)
- 벤첼슬라오 (1378년–1410년)
- 지기스문도 (1410년–1437년)
- 알베르토 2세 (1437년–1439년)
- 페데리코 3세 (1452년–1493년)
- 마시밀리아노 1세 (1508년–1519년)
- 카를로 5세 (1530년–1556년 ) (1558년까지는 공식 퇴위하지 않음)
- 페르디난도 1세 (1556년–1564년)
- 마시밀리아노 2세 (1564년–1576년)
- 로돌포 2세 (1576년–1608년)
- 마티아 (1612년–1619년)
- 페르디난도 2세 (1619년–1637년)
- 페르디난도 3세 (1637년–1657년)
- 레오폴도 1세 (1658년–1705년)
- 주세페 1세 (1705년–1711년)
- 카를로 6세 (1711년–1740년)
- 카를로 7세 (1742년–1745년)
- 프란체스코 1세 (1745년–1765년)
- 주세페 2세 (1765년–1790년)
- 레오폴도 2세 (1790년–1792년)
- 프란츠 2세 (1792년–1806년) 마지막 황제, 퇴위하고 제국은 해체됨

## 나폴레옹하의이탈리아 왕국(1805–1814)
| 초상화 | 문장 | 이름                                                      | 생애                              | 대관일          | 퇴위일          |
| ------ | ---- | --------------------------------------------------------- | --------------------------------- | --------------- | --------------- |
|        |      | 나폴레오네 1세 Napoleone I                                | 1769년 8월 15일 - 1821년 5월 5일  | 1805년 3월 17일 | 1814년 4월 11일 |
|        |      | 에우제뇨 디 부아르네 Eugenio di Beauharnais 이탈리아 부왕 | 1781년 9월 3일 - 1824년 2월 21일  | 1805년 6월 5일  | 1814년 4월 11일 |
|        |      | 나폴레오네 2세 Napoleone II                               | 1811년 3월 20일 - 1832년 7월 22일 | 1814년 4월 11일 | 1814년 5월 25일 |

## 이탈리아 왕국(1861–1946)
| 초상화 | 문장 | 이름                                          | 생애                                | 즉위일          | 사망일 혹은 퇴위일 |
| ------ | ---- | --------------------------------------------- | ----------------------------------- | --------------- | ------------------ |
|        |      | 비토리오 에마누엘레 2세 Vittorio Emanuele II  | 1820년 3월 14일 - 1878년 1월 9일    | 1861년 3월 17일 | 1878년 1월 9일     |
|        |      | 움베르토 1세 Umberto I                        | 1844년 3월 14일 - 1900년 7월 29일   | 1878년 1월 9일  | 1900년 7월 29일    |
|        |      | 비토리오 에마누엘레 3세 Vittorio Emanuele III | 1869년 11월 11일 - 1947년 12월 28일 | 1900년 7월 29일 | 1946년 5월 9일     |
|        |      | 움베르토 2세 Umberto II                       | 1904년 9월 15일 - 1983년 3월 18일   | 1946년 5월 9일  | 1946년 6월 12일    |

## 같이 보기
- 이탈리아 왕